# Amtsgericht Nieder-Olm
Das Amtsgericht Nieder-Olm war von 1878 bis 1934 ein Amtsgericht mit Sitz in Nieder-Olm.

## Gründung
Mit dem Gerichtsverfassungsgesetz von 1877 wurden Organisation und Bezeichnungen der Gerichte reichsweit vereinheitlicht. Zum 1. Oktober 1879 hob das Großherzogtum Hessen deshalb die Friedensgerichte auf, die bis dahin für die erstinstanzliche Rechtsprechung in dessen Provinz Starkenburg zuständig gewesen waren. Funktional ersetzt wurden sie durch Amtsgerichte. Das Amtsgericht Nieder-Olm wurde dem Bezirk des Landgerichts Mainz zugeordnet, das wiederum zum Bezirk des Oberlandesgerichts Darmstadt gehörte.

## Ende
Im Jahre 1933 war das Amtsgericht Nieder-Olm mit 12.596 Einwohnern im Gerichtsbezirk das kleinste der elf Amtsgerichte des Landgerichtsbezirks Mainz. Am 1. Juni 1934 wurde das Amtsgericht Nieder-Olm aufgelöst. Der Hauptteil des Gerichtsbezirks – zehn Gemeinden – kamen zum Bezirk des Amtsgerichts Mainz, Nieder-Saulheim wurde dem Amtsgericht Wörrstadt zugeordnet.

## Bezirk
Den Bezirk des Gerichts bildeten die Gemeinden:
| Gemeinde         | Herkunft                   | Zugang | Abgang | Nach                  |
| ---------------- | -------------------------- | ------ | ------ | --------------------- |
| Ebersheim        | Friedensgericht Nieder-Olm | 1878   | 1934   | Amtsgericht Mainz     |
| Essenheim        | Friedensgericht Nieder-Olm | 1878   | 1934   | Amtsgericht Mainz     |
| Gau-Bischofsheim | Friedensgericht Nieder-Olm | 1878   | 1934   | Amtsgericht Mainz     |
| Hahnheim         | Friedensgericht Oppenheim  | 1878   | 1934   | Amtsgericht Mainz     |
| Harxheim         | Friedensgericht Nieder-Olm | 1878   | 1934   | Amtsgericht Mainz     |
| Kleinwinternheim | Friedensgericht Nieder-Olm | 1878   | 1934   | Amtsgericht Mainz     |
| Nieder-Olm       | Friedensgericht Nieder-Olm | 1878   | 1934   | Amtsgericht Mainz     |
| Nieder-Saulheim  | Friedensgericht Wörrstadt  | 1878   | 1934   | Amtsgericht Wörrstadt |
| Ober-Olm         | Friedensgericht Nieder-Olm | 1878   | 1934   | Amtsgericht Mainz     |
| Sörgenloch       | Friedensgericht Nieder-Olm | 1878   | 1934   | Amtsgericht Mainz     |
| Stadecken        | Friedensgericht Nieder-Olm | 1878   | 1934   | Amtsgericht Mainz     |
| Udenheim         | Friedensgericht Wörrstadt  | 1878   | 1934   | Amtsgericht Mainz     |
| Zornheim         | Friedensgericht Nieder-Olm | 1878   | 1934   | Amtsgericht Mainz     |

## Gerichtsgebäude

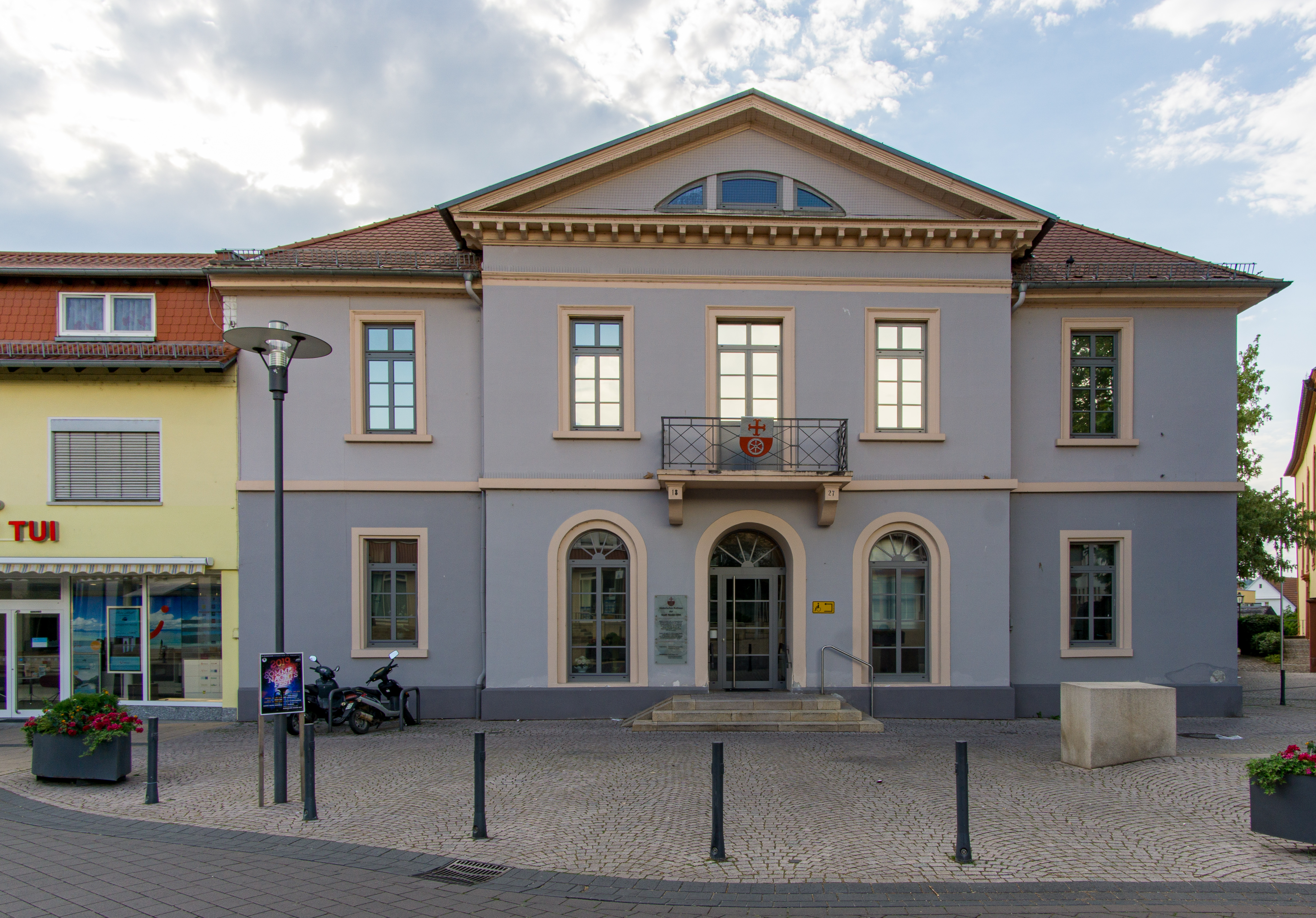
Altes Rathaus in Nieder-Olm

Das Amtsgericht nutzte zunächst das Nieder-Olmer Rathaus mit. Das klassizistische Gebäude an der Pariser Straße war vermutlich vom Mainzer Landbaumeister Friedrich Schneider geplant worden.
Im Jahre 1894 erhielt das Gericht an der Ecke Pariser Straße/Bahnhofstraße ein eigenes Gebäude, das es bis zu seiner Auflösung im Jahr 1934 nutzte. Dieses Gebäude wurde 1959 abgerissen.